# Miguel Alemán (Bácum)
Miguel Alemán o también conocida como La Noria, es una localidad tipo congregación del municipio de Bácum ubicada en el sur del estado mexicano de Sonora en la zona del valle del Yaqui y cercana a la afluencia del río Yaqui. La congregación es la octava localidad más habitada del municipio, ya que según los datos del Censo de Población y Vivienda realizado en 2020 por el Instituto Nacional de Estadística y Geografía (INEGI), Miguel Alemán tiene un total de 448 habitantes.

## Geografía
Véase también: Geografía del municipio de Bácum
Miguel Alemán (La Noria) se sitúa en las coordenadas geográficas 27°29'54" de latitud norte y 110°06'43" de longitud oeste del meridiano de Greenwich, a una elevación de 22 metros sobre el nivel del mar, se encuentra en el territorio sur del municipio de Bácum, en el valle del Yaqui.